# 小行星5710
小行星5710（英語：5710 Silentium）是一颗围绕太阳公转的小行星。1977年10月18日，P. Wild在齐美尔瓦尔德发现了此天体。
这颗小行星的绝对星等为2.02705等。